# Alto Parihuanas
Alto Parihuanas, también conocido como Alto de Parihuanas, es un caserío peruano ubicado en el distrito de Frías, perteneciente a la provincia de Ayabaca del departamento de Piura, al norte del Perú.

## Ubicación
Alto Parihuanas se ubica al suroeste de la provincia de Ayabaca, en el distrito de Frías, en el departamento de Piura.

## Demografía
En 2017 Alto Parihuanas tenía una población de 153 habitantes.
| Gráfica de evolución demográfica de Alto Parihuanas entre 1993 y 2017 |
|                                                                       |
| Fuentes: Población 1993 y 2017                                        |